# Emil Welz
Karl Emil Eugen Welz (* 5. April 1879 in Finsterwalde; Todesdatum unbekannt) war ein deutscher Diskus- und Speerwerfer.
Bei den Olympischen Spielen 1908 in London wurde er Elfter im Diskuswurf (freier Stil) und schied im Speerwurf (freier Stil) in der Qualifikation aus.
1912 kam er bei den Olympischen Spielen in Stockholm im Diskuswurf auf den 24. Platz.
Viermal wurde er Deutscher Meister im Diskuswurf (1906, 1908, 1909, 1911). Seine persönliche Bestleistung von 41,84 m stellte er am 18. September 1910 in Berlin auf.
Emil Welz startete zunächst für den SC Komet Berlin, später für den ATB Frankfurt.